# Chiesa di Sant'Andrea Apostolo (Pozzuolo del Friuli)
La chiesa di Sant'Andrea Apostolo è la parrocchiale di Pozzuolo del Friuli, in provincia ed arcidiocesi di Udine; fa parte della forania del Friuli Centrale.

## Storia
Il luogo di culto originario fu edificato intorno al XVI secolo, ma nel XIX ne fu decisa la parziale demolizione e ricostruzione in forme neoclassiche; il progetto della nuova chiesa fu redatto nel 1853 dall'architetto Andrea Scala e i lavori si protrassero fino al 1892, quando l'edificio fu aperto al culto.

## Descrizione

### Esterno
La simmetrica facciata a capanna, rivestita in sassi e mattoni, è preceduta da un profondo corpo di fabbrica intonacato con funzioni di atrio; l'avancorpo, articolato su una pianta rettangolare e accessibile attraverso il portale d'ingresso centrale, rappresenta l'unico elemento architettonico sopravvissuto dell'edificio originario, di cui costituiva il coro. Il prospetto principale è coronato da un ampio frontone triangolare, contenente nel mezzo un oculo circolare.
Sulla sinistra si erge, separato dal tempio, il campanile in pietra; la cella campanaria si affaccia sulle quattro fronti attraverso bifore ad arco a tutto sesto. Su di esso alloggiano tre grosse campane fuse dal fonditore udinese Giovanni Battista De Poli nel 1924. Sono intonate secondo la scala di Sib2 maggiore.

### Interno
La chiesa si sviluppa su un impianto a croce greca.
All'interno l'atrio è caratterizzato dalla presenza di affreschi, eseguiti tra il 1709 e il 1711 da Martino Fischer; i dipinti raffigurano la Trinità, gli Evangelisti, tre Profeti e due Dottori della Chiesa. L'alta aula a base rettangolare è affiancata da due cappelle a pianta semicircolare.
Il presbiterio, preceduto da due colonne corinzie in marmorino rosso, accoglie l'altare maggiore recuperato dall'antico luogo di culto, la cui realizzazione iniziò nel 1717 per mano di Antonio Gratij.